# Astronomia índia

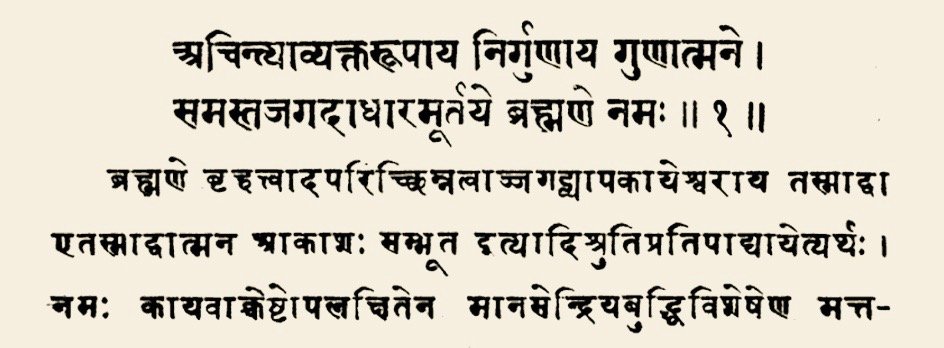
Primera pàgina del text sànscrit d'un manuscrit d'astronomia índia.

L'astronomia índia té una llarga història que s'estén des de l'època prehistòrica fins a l'actualitat. Algunes de les primeres arrels de l'astronomia índia poden datar-se al període de la civilització de la vall de l'Indus o anterior. Més tard l'astronomia es va desenvolupar com a disciplina del Vedanga o una de les "disciplines auxiliars" associades a l'estudi del Veda, datat el 1500 a. C. o posterior. El text més antic conegut és el Vedanga Jyotisha, datat entre 1400-1200 aC (amb la forma existent possiblement de 700-600 aC).
L'astronomia índia va ser influenciada per l'astronomia grega començant en el segle iv aC i durant els primers segles de l'era comuna, per exemple, el Yavanajataka i el Romaka Siddhanta, una traducció sànscrita d'un text grec disseminat a partir del segle ii.
L'astronomia índia va florir durant els segles V i VI amb Aryabhata, que amb el seu Aryabhatiya va representar el pinacle del coneixement astronòmic de l'època. Posteriorment, l'astronomia índia va influir significativament l'astronomia islàmica, la xinesa, europea, i d'altres. Altres astrònoms de l'època clàssica que van aprofundir sobre l'obra d'Aryabhata inclouen Brahmagupta, Varahamihira i Lalla.
Una tradició astronòmica índia nativa identificable es va mantenir activa durant tot el període medieval i fins als segles XVI o XVII, especialment a l'escola de Kerala.

## Per a més informació
- Brennand, William. Hindu Astronomy.  Chas.Straker & Sons, Londres, 1896.
- Maunder, E. Walter. The Indian Eclipse 1898.  Hazell Watson and Viney Ltd., Londres, 1899.